# 中央南路
中央南路，是臺北市北投區的道路。前端與中央北路一段於光明路相連，共同貫穿北投核心地帶；後端則通至承德路七段和大業路口，分一、二段。沿路跟清江路(中正街)、大興街、民權街、崇仁路一段、臺北捷運淡水線高架穿越、北投路一段、三合街二段交會。

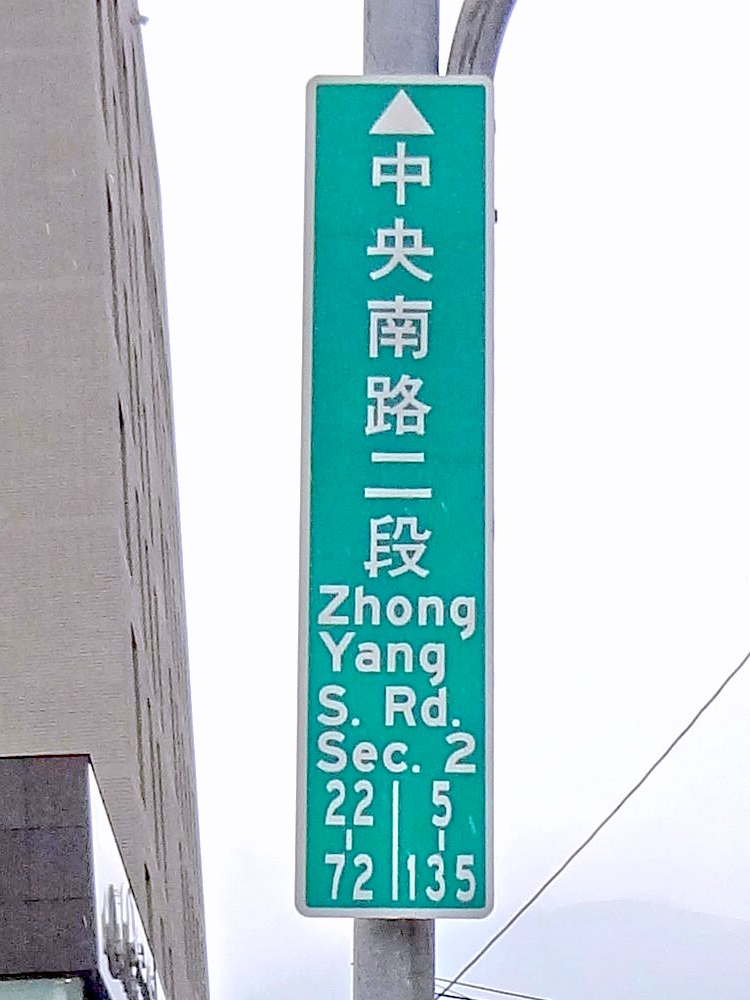
中央南路二段路標牌

## 分段
(由北至南)
一段：
二段：

## 沿線設施
- 一段：
  - 長老教會北投教堂（77號）
  - 臺灣銀行北投分行（152號）
- 二段：
  - 台灣森永製菓總部（22號）
  - 陽明山瓦斯公司總部（72號）

## 外部連結
- 郭美瑜.郝龍斌:明年五月完成防洪 中央南路不淹水.中央社.2007-10-07